# E-governance
La gestione elettronica o e-governance (/iː-ˈgʌvənəns/) è l'applicazione della tecnologia dell'informazione (TI) per la distribuzione di servizi governativi, scambio di informazioni, transazioni di comunicazione, integrazione di vari sistemi autonomi tra cui quelli governo a cittadino (G2C), governo a impresa (G2B), governo a governo (G2G), governo a dipendenti (G2E) così come processi e interazioni del back-office all'interno dell'intero ambito governativo. Attraverso l'e-governance, i servizi governativi sono messi a disposizione dei cittadini in modo conveniente, efficiente e trasparente. I tre principali gruppi destinatari ai quali l'e-governance è rivolto sono governo, cittadini e imprese/gruppi di interesse. Nell'e-governance non esistono confini distinti.

## Distinzione dall'e-government (amministrazione digitale)
Sebbene i due termini siano spesso usati in modo intercambiabile, esiste una differenza tra e-governance ed e-government. L'e-government si riferisce all'uso delle tecnologie dell'informazione e della comunicazione (TIC) nella pubblica amministrazione le quali, se combinate con il cambiamento organizzativo e le nuove competenze, hanno lo scopo di migliorare i servizi pubblici e i processi democratici e di rafforzare il sostegno al pubblico. Tuttavia, l'e-government non prevede disposizioni per la gestione delle tecnologie dell'informazione e della comunicazione. La gestione delle TIC richiede generalmente un consistente aumento di regolamentazione e di elaborazione delle politiche, oltre a competenze aggiuntive e processi di formazione delle opinioni tra i vari soggetti sociali interessati. La prospettiva dell'e-governance comprende "l'uso delle tecnologie che aiutano a governare e devono essere governate". L'obiettivo centrale dell'e-governance è raggiungere il beneficiario e garantire che, per quanto riguarda i servizi, le sue esigenze siano soddisfatte. Il beneficio apportato dall'e-governance è evidente ed il governo deve riconoscere l'importanza di raggiungere questo obiettivo al fine di massimizzare la propria efficienza.
Oltre a ciò, l'e-government utilizza il protocollo di comunicazione unidirezionale mentre l'e-governance utilizza il protocollo di comunicazione bidirezionale. Tutti i servizi incentrati sul cittadino affrontano il problema di stabilire l'identità del beneficiario finale. Le informazioni statistiche pubblicate dai governi e dagli organismi globali non sempre mostrano i fatti. La migliore forma di e-governance riduce le interferenze indesiderate di troppi livelli burocratici mentre si garantisce il servizio governativo. Dipende da una buona configurazione infrastrutturale con il supporto di processi e parametri locali affinché le amministrazioni raggiungano i propri cittadini o i beneficiari finali. Nei sistemi di e-governance ben organizzati può essere stanziato un budget per la pianificazione, lo sviluppo e la crescita.
L'importanza di Business intelligence Analytics (BI analytics) ha portato a un cambiamento di modello nell'assimilazione e nella visualizzazione di enormi blocchi di dati in modo quasi immediato. Il perno di tutti i buoni sistemi decisionali sono dati corretti, aggiornati e conformi alle norme. I governi non solo ambiscono alla trasformazione del proprio paese e dei relativi cittadini, ma sperano anche in un miglioramento delle relazioni e un commercio sano in tutto il mondo. Lo sviluppo dovrebbe essere trasformativo e in continua evoluzione. I sistemi di tecnologia dell'informazione interni ed esterni dovrebbero funzionare insieme alle politiche e le procedure governative. L'analisi dei dati ha la capacità di cambiare il colore e l'aspetto del mondo. L'e-governance dovrebbe produrre informazioni aggiornate, avviare un'interazione efficace e impegnarsi in transazioni trasparenti nel rispetto delle norme di legge, consentendo così un modello di trasformazione sostenibile.
I progetti dell'e-governance basati sul Partenariato pubblico-privato (PPP) hanno un enorme successo in India. Molti paesi applicano la politica di e-government nel tentativo di costruire un governo privo di corruzione.

## Da governo a cittadino
L'obiettivo dell'e-governance da governo a cittadino (G2C-government-to-citizen) è quello di offrire vari servizi di tecnologie dell'informazione e della comunicazione ai cittadini in modo efficiente ed economico e rafforzare il rapporto tra governo e cittadini attraverso la tecnologia.
Esistono diversi metodi di e-governance da governo-a-cittadino. La comunicazione bidirezionale consente ai cittadini di interagire attraverso messaggi istantanei direttamente con gli amministratori pubblici e di esprimere voti elettronici a distanza (voto elettronico) e voto di opinione istantaneo. Questi sono esempi di e-participation (partecipazione elettronica). Altri esempi comprendono il pagamento di tasse e servizi che possono essere effettuati online o per telefono. Servizi ordinari come il cambio di nome o indirizzo, la richiesta di servizi o sovvenzioni o il trasferimento di servizi esistenti sono più pratici se svolti online e non devono più essere effettuati faccia a faccia.

### In base al Paese
L'e-governance da governo-a-cittadino non è uguale in tutto il mondo dal momento che non tutti hanno accesso a Internet e competenze informatiche, ma gli Stati Uniti, l'Unione Europea e l'Asia sono i primi tre Paesi per sviluppo.
Il governo federale degli Stati Uniti dispone di un'ampia struttura della tecnologia governo-a-cittadino per migliorare l'accesso dei cittadini alle informazioni e ai servizi del governo. Il sito web ufficiale del governo degli Stati Uniti benefits.gov informa i cittadini sulle agevolazioni per le quali hanno diritto e fornisce informazioni su come richiedere assistenza. I governi degli Stati Uniti si impegnano anche nell'interazione governo-a-cittadino attraverso il Dipartimento dei trasporti, il Dipartimento della sicurezza pubblica, il Dipartimento della salute e dei servizi umani degli Stati Uniti, il Dipartimento dell'istruzione degli Stati Uniti e altri. Come per l'e-governance a livello globale, i servizi governo-a-cittadino variano di stato in stato. L'ispezione digitale degli Stati classifica gli stati in base a interventi sociali, democrazia digitale, commercio elettronico, tassazione e entrate. Il resoconto del 2012 mostra Michigan e Utah in testa e Florida e Idaho con i punteggi più bassi.  Anche i governi municipali degli Stati Uniti fanno uso della tecnologia dal governo al cliente per completare le transazioni e informare il pubblico. Proprio come gli stati, le città vengono premiate per la tecnologia innovativa. Il "Meglio del Web 2012" della tecnologia del governo ha nominato Louisville, KY, Arvada, CO, Raleigh, NC, Riverside, CA e Austin, TX i migliori cinque sistemi governo-a-cittadino di città.
I paesi europei si sono classificati al secondo posto tra tutte le regioni geografiche. Il punto di accesso unico per i cittadini europei a sostegno dei viaggi all'interno dell'Europa è un'iniziativa del 1999 volta a supportare un governo online. Gli obiettivi principali sono quelli di fornire informazioni pubbliche, consentire ai clienti di avere accesso ai servizi pubblici base, semplificare le procedure online e promuovere firme elettroniche. L'Estonia è il primo e l'unico paese al mondo con la residenza elettronica che consente a chiunque nel mondo al di fuori dell'Estonia di accedere ai servizi online estoni. Una limitazione del programma di residenza elettronica in Estonia è che non concede ai residenti elettronici diritti fisici nel paese. Ciò significa che, a meno che il residente elettronico non acquisti un terreno, non potrà partecipare ai processi democratici. Il vantaggio per i residenti elettronici è l'opportunità di sviluppare affari nel mercato digitale dell'Unione Europea. La Lituania, vicina dell'Estonia, ha lanciato un programma di residenza elettronica simile.
L'Asia è al terzo posto in classifica e ci sono diversi programmi governo-a-cittadino tra i paesi. Il Portale cittadino elettronico di Singapore è un punto di accesso unico organizzato per le informazioni e ai servizi del governo. Il servizio fiscale HTS (Harmonized Tariffe Schedule) della Corea del Sud fornisce ai cittadini servizi online 24 ore su 24, 7 giorni su 7, come ad esempio la dichiarazione dei redditi. Taiwan ha una tecnologia governo-a-cittadino di prim'ordine, che comprende un sistema di servizi online per veicoli a motore, che fornisce 21 applicazioni e servizi di pagamento ai cittadini. I programmi di e-governance dell'India hanno avuto successo a livello regionale. Ciò è dovuto probabilmente alla capacità di soddisfare le differenze linguistiche e di alfabetizzazione tra i loro componenti.
Da governo a cittadino è la comunicazione che collega un governo a privati o residenti. Tale comunicazione governo-a-cittadino si riferisce molto spesso a ciò che avviene attraverso le tecnologie dell'informazione e della comunicazione (TIC), ma può anche includere comunicazione tramite posta e campagne sui media. governo-a-cittadino può svolgersi a livello federale, statale e locale. G2C è in contrasto con G2B, o reti da governo a impresa.
Una di queste reti federali G2C è USA.gov, il portale web ufficiale degli Stati Uniti, ma comunque ne esistono molti altri esempi di governi di tutto il mondo.

### Perplessità
Un cambiamento completo a e-governance da governo a cittadino costerà una grande somma di denaro per il suo sviluppo e la sua realizzazione. Inoltre, le agenzie governative non sempre tengono conto del riscontro positivo da parte dei cittadini o il loro coinvolgimento nello sviluppo dei loro servizi di e-gov. I clienti hanno identificato le seguenti barriere all'e-governance da governo a cliente: non tutti hanno accesso a Internet, specialmente nelle aree rurali o a basso reddito, la tecnologia G2C può essere problematica per i cittadini che non hanno competenze informatiche. Alcuni siti governo-a-cittadino hanno requisiti tecnologici (come requisiti del browser e plug-in) che non consentono l'accesso a determinati servizi, barriere linguistiche, la necessità di un indirizzo e-mail per accedere a determinati servizi e mancanza di privacy.

## Da Governo a dipendenti
La collaborazione da e-governance a dipendenti (G2E-Government to employees) è una delle quattro principali interazioni nel modello rapido dell'e-governance. È la relazione tra strumenti, fonti e articoli online che aiutano i dipendenti ad instaurare una comunicazione con il governo e le loro aziende. Il rapporto di e-governance con i dipendenti consente la nuova tecnologia di apprendimento in un luogo semplice come il computer. I documenti possono ora essere archiviati e condivisi con altri colleghi in linea.
L'e-governance consente ai dipendenti di abbandonare il cartaceo e rende loro facile inviare documenti importanti ai colleghi di tutto il mondo invece di doverli stampare o inviarli tramite fax. I Servizi governo-a-dipendenti includono anche software per il trattamento di informazioni personali e registrazione dei dipendenti. Alcuni dei vantaggi dell'espansione del governo-a-dipendenti comprendono:
- Libro paga elettronico: gestione degli impiegati online per visualizzare stipendi, buste paga, bollette e tenere registri per le informazioni fiscali.
- Vantaggi elettronici: essere in grado di verificare quali vantaggi riceve un dipendente e quali vantaggi gli spettano.
- Tecnologia Educativa: consente ai dipendenti (nuovi e non) di mantenere regolarmente la formazione che hanno attraverso lo sviluppo di nuove tecnologie e ai nuovi dipendenti permette di formarsi e apprendere su nuovi strumenti in un posto conveniente. L'e-learning è un altro modo per mantenere i dipendenti informati sui mezzi importanti che devono conoscere attraverso l'uso di immagini, animazioni, video, ecc. Di solito è un dispositivo di apprendimento il computer, anche se non sempre. È anche un modo per i dipendenti di apprendere liberamente (apprendimento a distanza), sebbene possa essere guidato da un istruttore.
- Conservazione di informazioni personali registrate: consente al sistema di conservare tutti i registri in una posizione facile da aggiornare con ogni singolo bit di informazioni rilevanti per un file personale. Esempi sono numeri di previdenza sociale, informazioni fiscali, indirizzo attuale e altre informazioni[12]

Da governo a dipendenti sono le interazioni online tramite strumenti di comunicazione istantanea tra le unità governative ed i loro dipendenti. governo-a-dipendenti è uno dei quattro principali modelli di erogazione dell'e-Government.
La rete governo-a-dipendenti è un modo efficace per fornire e-learning ai dipendenti, riunirli e promuovere la condivisione delle conoscenze tra di loro. Offre inoltre ai dipendenti la possibilità di accedere a informazioni in merito a politiche di risarcimento e benefici, opportunità di formazione e apprendimento e leggi sui diritti civili. I servizi governo-a-dipendenti comprendono anche programmi per la conservazione delle informazioni personali e dei registri dei dipendenti.
La rete governo-a-dipendenti è adottato in molti paesi tra cui Stati Uniti, Hong Kong e Nuova Zelanda.

## Da governo a governo

### E-government
Dall'inizio del commercio digitale (e-commerce) e dei prodotti elettronici (e-product) degli anni '90, vi è stata una dilagante integrazione dei mezzi elettronici nel processo di amministrazione. I governi hanno ora cercato di utilizzare l'efficienza delle loro tecniche per ridurre gli sprechi. L'e-government è un argomento abbastanza ampio, ma tutto fa riferimento al modo in cui i servizi e la rappresentanza vengono ora forniti e il modo in cui vengono ora attuati.
Molti dei governi di tutto il mondo si sono gradualmente convertiti alle tecnologie dell'informazione (TI) nel tentativo di stare al passo con le esigenze odierne. Storicamente, molti governi in questo settore sono stati solo reattivi, ma recentemente c'è stato un approccio più proattivo nello sviluppo di servizi analoghi come il commercio elettronico e l'e-business.
Precedentemente, la struttura emulava tecniche aziendali di tipo privato. Di recente le cose sono cambiate dal momento che l'e-government ha iniziato ad elaborare il proprio piano. Non solo l'e-government introduce una nuova forma di mantenimento dei dati registrati, ma continua anche a diventare più interattivo per migliorare il processo di fornitura dei servizi e promuovere la partecipazione dei collegi elettorali.
La struttura di una tale organizzazione dovrebbe ora espandersi più che mai diventando efficiente e riducendo il tempo necessario per completare un obiettivo. Alcuni esempi includono il pagamento di utenze, biglietti e richiesta di permessi. Finora, la preoccupazione maggiore è l'accessibilità alle tecnologie Internet per il cittadino medio. Nel tentativo di aiutare, le amministrazioni stanno ora cercando di assistere coloro che non hanno le capacità per partecipare pienamente a questo nuovo strumento di amministrazione, soprattutto ora che l'e-government sta progredendo verso una maggiore e-governance.
Ora è necessaria una revisione della struttura poiché ogni entità minore preesistente deve ora fondersi sotto un unico concetto di e-government. Di conseguenza, anche la politica pubblica ha visto cambiamenti dovuti all'emergere della partecipazione dei cittadini e di Internet. Molti governi come il Canada hanno iniziato a investire nello sviluppo di nuovi mezzi di comunicazione di problematiche e informazioni attraverso la comunicazione e la partecipazione virtuali. In pratica, ciò ha portato a diverse risposte e adattamenti da parte di gruppi di interesse, attivisti e gruppi di lobbisti. Questo nuovo mezzo ha cambiato il modo in cui la città interagisce con il governo.

### Editoriale
Lo scopo di includere l'e-governance nel governo è quello di rendere mezzi più efficienti in vari aspetti. Che si tratti di ridurre i costi diminuendo l'ingombro della carta, il costo del personale o comunicando con privati cittadini o enti pubblici. L'e-government offre molti vantaggi, come facilitare la consegna delle informazioni, il processo di richiesta / rinnovo tra le imprese e i privati cittadini e la partecipazione con l'elettorato. Ci sono vantaggi sia interni che esterni all'emergere delle tecnologie dell'informazione nel governo, sebbene non tutti i comuni siano uguali per dimensioni e partecipazione.
In teoria, ci sono attualmente 4 livelli principali di e-government nelle amministrazioni municipali:
- La creazione di una relazione sicura e cooperativa tra le agenzie governative
- Fornitura di servizi basati sul Web
- L'applicazione dell'e-commerce, in modo da rendere attività di transazioni governative più efficienti
- Democrazia digitale

Questi, insieme a 5 gradi di integrazione tecnica e interazione degli utenti, includono:
- Diffusione semplice delle informazioni (comunicazione unidirezionale)
- Comunicazione bidirezionale (richiesta e risposta)
- Servizi e transazioni finanziarie
- Integrazione (integrazione orizzontale e verticale)
- Partecipazione politica

L'approvazione dell'e-government nei comuni evoca una maggiore innovazione nell'e-governance essendo specializzati e localizzati. Il tasso di successo e il feedback dipendono molto dalle dimensioni della città e dal tipo di governo. Un'amministrazione governata dal consiglio comunale in genere funziona meglio con questo metodo, al contrario delle posizioni di governo del consiglio del sindaco, che tendono ad essere più politiche. Pertanto, hanno maggiori barriere alla sua applicazione. Qui i governi del consiglio di amministrazione sono anche più inclini ad essere efficaci portando innovazione e reinvenzione dell'amministrazione nell'e-governance.
L'Associazione Internazionale di Amministrazione di Città e Provincia e la Società di Pubbliche Tecnologie hanno condotto indagini sull'efficacia di questo metodo. I risultati indicano che la maggior parte dei governi si trova ancora nelle fasi primarie (1 o 2), che ruotano attorno alle richieste di servizio pubblico. Sebbene la sua applicazione stia ora accelerando, la ricerca ha incoraggiato poco o nulla a vedere la sua progressione come e-governance per il governo. Possiamo solo teorizzare che sia ancora all'interno delle fasi primitive dell'e-governance.

### Quadro generale
Da governo-a-governo (abbreviato G2G) è il rapporto non commerciale online tra organizzazioni, dipartimenti e autorità governative e altre organizzazioni, dipartimenti e autorità governative. Il suo utilizzo è comune nel Regno Unito, insieme a governo-a-cittadino, l'interazione non commerciale online del governo locale e centrale e di privati, e governo-a-impresa la relazione non commerciale online del governo locale e centrale e del settore delle attività commerciali.
I sistemi governo-a-governo sono generalmente di due tipi: rivolti verso l'interno - che si uniscono a singoli dipartimenti, agenzie, organizzazioni e autorità del governo, gli esempi includono l'aspetto d'integrazione del  Government Gateway e il NHS (National Health Service-Sistema Sanitario Nazionale) del Regno Unito che si connette per i dati sanitari SPINE. Rivolto verso l'esterno - l'unione di più sistemi IS di governi - un esempio potrebbe includere l'aspetto di integrazione del Sistema d'informazione Schengen (SIS), sviluppato per soddisfare i requisiti dell'accordo di Schengen.

### Obiettivo
Lo scopo strategico dell'e-governance, o in questo caso governo-a-governo, è supportare e semplificare la governance per governo, cittadini e imprese. L'uso delle tecnologie dell'informazione e della comunicazione può connettere tutte le parti e supportare processi e attività. Altri obiettivi sono rendere l'amministrazione governativa più trasparente, rapida e responsabile, affrontando al contempo le esigenze e le aspettative della società attraverso servizi pubblici efficienti e un'efficace interazione tra le persone, le imprese e il governo.

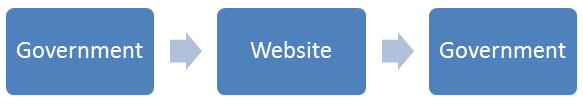
Modello da governo a governo

### Modello di distribuzione
All'interno di ciascuno di questi domini di interazione, si svolgono quattro tipi di attività:
-Invio di dati su Internet, ad esempio: servizi regolativi, festività generali, orari delle udienze pubbliche, sintesi di rilascio, segnalazioni, ecc.
-Comunicazioni bidirezionali tra un dipartimento governativo e un altro, gli utenti interagiranno nel dialogo con le agenzie e segnaleranno problemi, commenti o richieste all'agenzia.
-Esecuzione di transazioni, ad esempio: presentazione di dichiarazioni dei redditi, richiesta di servizi e sovvenzioni.
-Governance, ad esempio: alterare la transizione nazionale dall'accesso passivo alle informazioni alla partecipazione individuale tramite:
- Informare l'individuo
- Rappresentare un individuo
- Consultare un individuo
- Coinvolgere l'individuo

### Governo-a-governo interno (Regno Unito)
Nel campo del networking, la Government Secure Intranet (GSi) mette in atto un collegamento sicuro tra i dipartimenti dell'amministrazione centrale. Si tratta di una rete privata virtuale incentrata sull'IP (Internet Protocol) basata sulla tecnologia a banda larga introdotta nell'aprile 1998 e ulteriormente aggiornata nel febbraio 2004. Tra le altre cose, offre una varietà di servizi avanzati tra cui trasferimento di file e funzionalità di ricerca, servizi di repertorio, servizi di scambio di e-mail (sia tra membri della rete che su Internet) e servizi voce e video. Una rete aggiuntiva è attualmente in fase di sviluppo: la rete del settore pubblico (PSN - Public Sector Network) sarà la rete per interconnettere le autorità pubbliche (compresi i dipartimenti e le agenzie in Inghilterra; amministrazioni devolute e governi locali) e facilitare in particolare la condivisione di informazioni e servizi tra loro.

## Dal governo alle imprese
Da Governo a Impresa (G2B) è il rapporto non commercialeonline tra il governo locale o centrale e il settore delle attività commerciali allo scopo di fornire alle aziende informazioni e consulenza sulle migliori pratiche di e-business. Governo-a-impresa: si riferisce alla conduzione tramite Internet tra agenzie governative e società commerciali. Impresa-a-governo: transazioni professionali tra l'azienda e le agenzie di regolamentazione distrettuali, cittadine o federali. Impresa-a-governo di solito include raccomandazioni per completare la misurazione e la valutazione di registri e contratti.

### Obiettivo
L'obiettivo della rete governo-a-impresa è ridurre le difficoltà per le imprese, fornire informazioni immediate e consentire la comunicazione digitale tramite e-business (XML- metalinguaggio per la definizione di linguaggi di markup). Inoltre, il governo dovrebbe riutilizzare i dati nel rapporto corretto e trarre vantaggio dal protocollo di transazione elettronica commerciale. I servizi governativi si concentrano sui seguenti gruppi: servizi alla persona; servizi alla comunità; servizi giudiziari; servizi di trasporto; risorse del territorio; Servizi per gli affari; servizi finanziari e altro. Ciascuno dei componenti sopra elencati per ogni insieme di servizi correlati all'azienda.

### Vantaggi per le imprese
L'e-government riduce i costi e abbassa la barriera che consente alle aziende di interagire con il governo. La relazione tra governo e imprese riduce il tempo necessario di quest'ultime per condurre una transazione. Ad esempio, non è necessario recarsi presso l'ufficio di un'agenzia governativa e le transazioni possono essere eseguite online istantaneamente con un clic del mouse. Ciò riduce notevolmente i tempi di transazione per il governo e le imprese.
L'e-government fornisce una maggiore quantità di informazioni di cui l'azienda ha bisogno, inoltre le rende più chiare. Un fattore chiave per il successo aziendale è la capacità di pianificare e prevedere un futuro basato sui dati. Il governo ha raccolto molte tendenze economiche, demografiche e di altro tipo nei dati. Ciò rende i dati più accessibili alle aziende che possono aumentare le possibilità di prosperità economica.
Inoltre, l'e-government può aiutare le imprese a muoversi attraverso le normative governative fornendo un'organizzazione del sito intuitiva con una vasta gamma di applicazioni utili. Ne sono un esempio la presentazione elettronica delle domande di autorizzazione ambientale. Le imprese spesso non sanno come, quando e cosa devono applicare. Pertanto, il mancato rispetto delle normative ambientali fino al 70%, una cifra sconcertante è molto probabilmente dovuta alla confusione sui requisiti, piuttosto che al prodotto di una deliberata inosservanza della legge.

### Svantaggi
Il governo dovrebbe prendere in considerazione il fatto che non tutte le persone abbiano accesso a Internet per ottenere servizi governativi online. L'affidabilità della rete, così come le informazioni sugli organi di governo, possono influenzare l'opinione pubblica e pregiudicare piani nascosti. Ci sono aree potenzialmente vulnerabili agli attacchi informatici e disturbi al loro status quo come ad esempio considerazioni ed introduzione, progettando l'e-government, compreso il potenziale impatto del governo e dei cittadini della disintermediazione, l'impatto su fattori economici, sociali e politici, vulnerabili agli attacchi informatici e disturbi allo status quo in queste aree.
Il sistema governo-a-impresa aumenta il legame tra di essi. Una volta che l'e-government inizia a svilupparsi, diventando più sofisticato, le persone saranno costrette a interagire con l'e-government in un'area più vasta. Ciò può comportare una mancanza di privacy per le aziende poiché il loro governo ottiene sempre più informazioni. Nel peggiore dei casi, ci sono così tante informazioni nel trasferimento di elettroni tra il governo e le imprese, che potrebbe essere sviluppato un sistema che potrebbe essere considerato totalitario. Poiché il governo può accedere a più informazioni, la perdita della privacy potrebbe essere un costo.
Il sito del governo non considera "il potenziale per raggiungere molti utenti, compresi quelli che vivono in aree remote, sono costretti a casa, hanno bassi livelli di alfabetizzazione, vivono con redditi al di sotto della soglia di povertà".

### Esempi
- Sistema e-Tender Box (ETB)[33] - Il sistema ETB è stato sviluppato dal GLD, ovvero il Government Logistics Department (in italiano: Dipartimento dei servizi logistici), per sostituire il sistema di gara elettronico. Gli utenti possono utilizzare il sistema ETB per scaricare le risorse e ottenere il servizio dal GLD.
- Programma di appalto elettronico (e-Procurement)[34] - Il programma di appalto elettronico offre modalità online semplici e convenienti per i fornitori degli uffici / dipartimenti partecipanti e per i fornitori del dipartimento di logistica del governo e accetta di fornire beni e servizi di scarso valore.[35] Uno degli ultimi esempi innovativi è un sistema di appalti pubblici elettronici chiamato Prozorro.
- Finanziamenti e supporto per la tua azienda[36] - Il governo del Regno Unito garantisce assistenza finanziaria online per le imprese, tra cui sovvenzioni, prestiti, guida alle imprese; inoltre, offre anche i finanziamenti per le imprese agli albori (appena avviate) o per le piccole imprese.

L'obiettivo principale del governo per le imprese è aumentare la produttività dando alle imprese un maggiore accesso alle informazioni in modalità più organizzata, riducendo al contempo il costo del fare affari, ed inoltre ridurre la burocrazia, risparmiare tempo, ridurre i costi operativi e creare un ambiente imprenditoriale più trasparente quando si ha a che fare con il governo.
- Riduzione dei costi di gestione degli affari: le transazioni elettroniche riducono il tempo impiegato rispetto allo svolgimento degli affari di persona.
- Riduzione della burocrazia: le regole e le normative imposte alle imprese normalmente richiedono tempo e con molta probabilità causano ritardi e il sistema governo-a-impresa consentirà un processo molto più veloce con meno ritardi e una riduzione del numero di norme e regolamenti
- Trasparenza: saranno disponibili maggiori informazioni, rendendo più facile la comunicazione da governo a impresa.

Punti fondamentali da governo a impresa:
1. Ridurre l'onere per le imprese adottando un processo che consente di raccogliere una volta dati per più utilizzi e di snellire i dati ridondanti.
2. Linee principali dell'impresa: normative, sviluppo economico, commercio, permessi / licenze, sovvenzioni / prestiti e gestione delle risorse.

Differenza tra G2B e B2G
- Da governo a impresa (G2B) - Si riferisce all'esecuzione di transazioni tra enti governativi e imprese tramite Internet.
- Da impresa a governo (B2G) - Relazioni professionali svolte tra aziende e organi di governo regionali, municipali o federali. B2G include tipicamente la definizione e la valutazione della proposta e l'ultimazione del contratto.

Conclusione:
Quando si tratta di affari, il vantaggio generale dell'e-governance è quello di consentire all'azienda di funzionare in modo più efficiente.

## Sfide - posizione internazionale
L'e-governance è messo alla prova in tutto il mondo. Queste sfide nascono da fattori amministrativi, legali, istituzionali e tecnologici. Le prove affrontate includono svantaggi di sicurezza come manomissione, corruzione, ripudio, divulgazione, aumento dei privilegi, negazione del servizio e altri crimini informatici. Altre serie di problemi includono l'attuazione di misure come il finanziamento, la gestione del cambiamento, la privacy, l'autenticazione, la fornitura di servizi, la standardizzazione, i problemi tecnologici e l'uso delle lingue locali.